# Dolina pri Lendavi
Dolina pri Lendavi (mađarski: Völgyifalu) je naselje u slovenskoj Općini Lendavi. Dolina pri Lendavi se nalazi u pokrajini Prekomurju i statističkoj regiji Pomurju. 

## Stanovništvo
Prema popisu stanovništva iz 2002. godine naselje je imalo 343 stanovnika.